# Rafael Amador
Rafael Amador Flores (Tlaxcala, 15 febbraio 1959 – Puebla de Zaragoza, 31 luglio 2018) è stato un calciatore messicano.

## Carriera

### Club
Ha trascorso tutta la carriera nella prima divisione messicana.

### Nazionale
Ha fatto parte della nazionale messicana al Campionato mondiale di calcio 1986.

## Palmarès

### Club

#### Competizioni nazionali
- Campionato messicano: 1

Pumas UNAM: 1981
- Coppa del Messico: 1

Puebla: 1988

#### Competizioni internazionali
- CONCACAF Champions' Cup: 2

Pumas UNAM: 1980, 1982
- Coppa Interamericana: 1

Pumas UNAM: 1980